# René le Roy

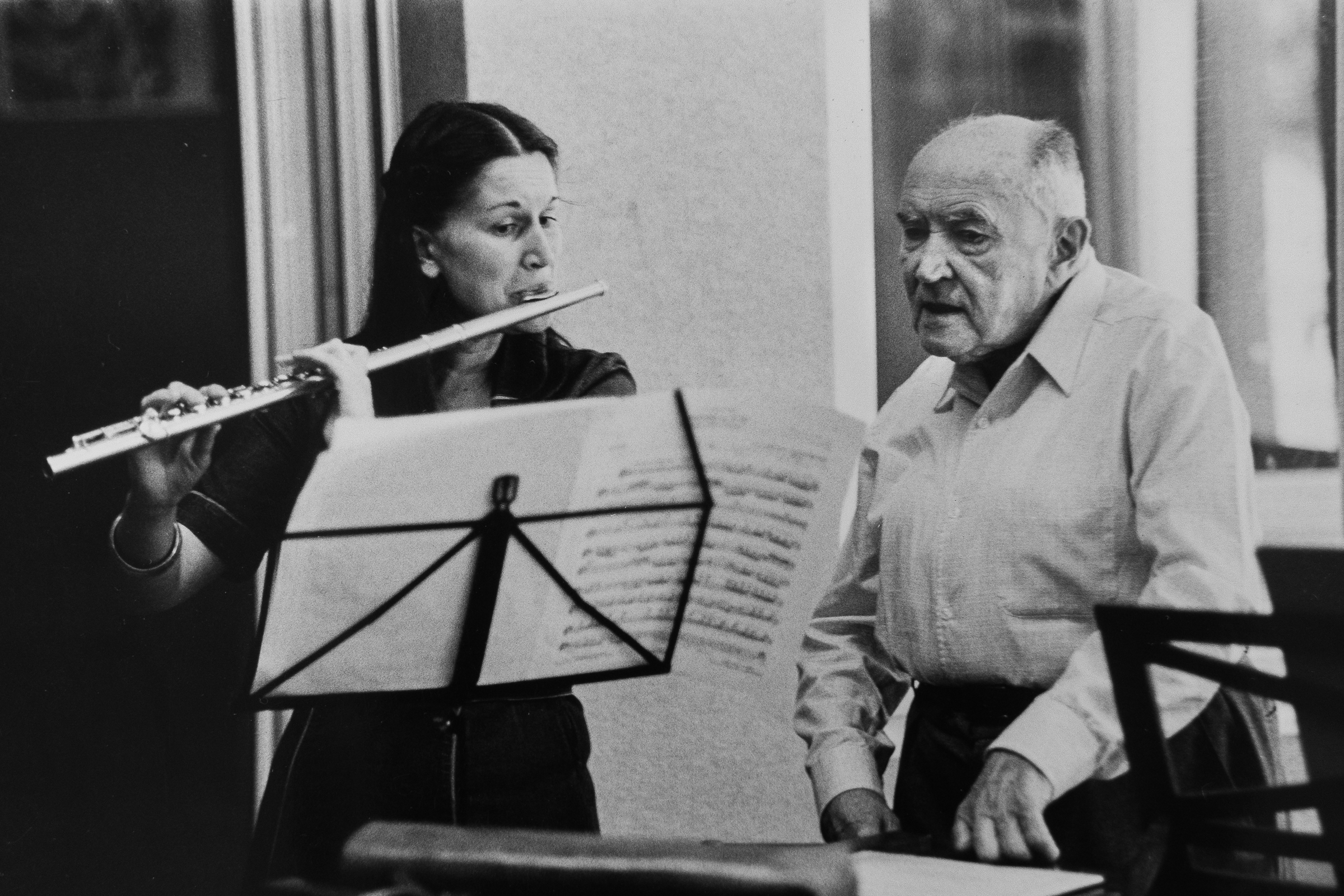
René Le Roy (1981)

René le Roy (Maisons-Laffitte, 4 maart 1898 - bij Parijs, 3 januari 1985; naam ook wel geschreven als René LeRoy, René Le Roy of René Leroy) was een Frans fluitist en muziekpedagoog.

## Opleiding
Leroy werd in 1898 in Maisons-Laffitte geboren. Zijn vader was amateurfluitist en zijn moeder amateurpianiste. In 1906 kreeg hij zijn eerste fluitlessen van zijn vader. Vanaf 1916 studeerde hij fluit bij Adolphe Hennebains, Léopold Lafleurance en Philippe Gaubert aan het Conservatoire de Paris. Hij behaalde er in 1918 de Premier prix. In 1919 volgde hij Gaubert op bij de Société des instruments à vent de Paris.

## Activiteiten
Van 1952 tot 1968 was hij solofluitist in het New York City Opera Orchestra. Hij was tot 1971 kamermuziekdocent aan het Parijse Conservatorium. In 1966 publiceerde hij een Traité de la flûte. Tot zijn leerlingen behoorden Geoffrey Gilbert, Christine Alicot, Juho Alvas, Thomas Brown, Susan Morris DeJong en Bassam Saba.
In 1922 richtte hij het Quintette Instrumental de Paris op, bestaande uit fluit, harp en strijktrio. Verschillende componisten schreven werken voor dit ensemble, waaronder 
Albert Roussel (Sérénade pour flûte, harpe, violon, alto et violoncelle opus 30), Vincent d’Indy (suite opus 91), Joseph Jongen en Cyril Scott.